# Краснодолинский сельсовет (Советский район)
Краснодо́линский сельсовет — муниципальное образование со статусом сельского поселения в Советском районе Курской области Российской Федерации.
Административный центр — село Красная Долина.

## История
Статус и границы сельсовета установлены Законом Курской области от 21 октября 2004 года № 48-ЗКО «О муниципальных образованиях Курской области».
Законом Курской области от 26 апреля 2010 года № 26-ЗКО в состав сельсовета включены населённые пункты упразднённого Октябрьского сельсовета.

## Население
| 2002  | 2010  | 2012  | 2013  | 2014  | 2015  | 2016  |
| ----- | ----- | ----- | ----- | ----- | ----- | ----- |
| 1100  | ↗1282 | ↘1242 | ↘1222 | ↘1214 | ↘1194 | ↘1181 |
| 2017  | 2018  | 2019  | 2020  | 2021  |       |       |
| ↘1160 | →1160 | ↘1128 | ↘1118 | ↘1078 |       |       |

## Состав сельского поселения
| №  | Населённый пункт | Тип населённого пункта       | Население |
| -- | ---------------- | ---------------------------- | --------- |
| 1  | Арцибашевка      | деревня                      | ↘71       |
| 2  | Березовчик       | деревня                      | ↘168      |
| 3  | Васютина         | деревня                      | →2        |
| 4  | Дице-Платовец    | деревня                      | ↘0        |
| 5  | Заречье          | деревня                      | ↘113      |
| 6  | Ивановка         | деревня                      | ↗95       |
| 7  | имени Пушкина    | посёлок                      | ↘120      |
| 8  | Красная Долина   | село, административный центр | ↘174      |
| 9  | Мармыжи          | село                         | ↘22       |
| 10 | Марьевка         | деревня                      | ↘78       |
| 11 | Октябрьское      | село                         | ↘147      |
| 12 | Петровское       | село                         | ↘52       |
| 13 | Серебрянка       | деревня                      | ↘47       |
| 14 | Советский        | посёлок                      | ↘8        |
| 15 | Соколовка        | посёлок                      | ↘161      |
| 16 | Сухотиновка      | деревня                      | ↘3        |
| 17 | Усть-Грязное     | деревня                      | ↗21       |
| 18 | Шатиловка        | деревня                      | ↘0        |